# Arie Teunissen
Arie Teunissen (Ede, 12 november 1942) is een Nederlands grafisch ontwerper en illustrator.

## Loopbaan
Arie Teunissen was na zijn opleiding sinds 1966 werkzaam bij de NTS en NOB. Hij werkte hier bij de afdeling grafisch ontwerp. Hij maakte onder meer illustaties voor de kinderseries De film van Ome Willem, Sesamstraat, en het Jeugdjournaal. Een van zijn bekendste ontwerpen is het logo van Het Klokhuis. Er werden in 1974 enkele van zijn werken in het Stedelijk Museum in Amsterdam tentoongesteld.
Begin jaren 90 ging hij werken bij de redactie afdeling bij het Jeugdjournaal. Hij werkte hier samen met Dick van Stralen voor de dagelijkse vormgeving. Hij maakte vignetten bij de nieuwsitems, verhelderende grafiek en landkaarten. Ook ontwierp hij daar jaarlijks portretten van overleden personen. In 1999 stopte hij met zijn tv-werk.

## Televisieprogramma's
- (1969) Kort geding
- (1974) De Film van Ome Willem
- (1976) Sesamstraat
- (1980) De troon van de koning
- (1980) Kinderen voor Kinderen
- (1980) Een koning in vermomming?
- (1981) J.J. De Bom voorheen De Kindervriend
- (1981) Wereldverkenning door leesonderwijs
- (1983) Omnibus
- (1988) Het Klokhuis
- (1993) Jaaroverzicht Journaal